# L'Après-dînée à Ornans
L'Après-dînée à Ornans est une huile sur toile de grande dimension (195 × 257 cm) peinte en 1849 par Gustave Courbet. Elle est conservée au palais des beaux-arts de Lille.

## Historique
Réalisé durant l'hiver 1848-1849, alors que Courbet est revenu à Ornans après son séjour parisien, et titré d'abord Une après-dînée à Ornans, ce tableau est le premier grand format « réaliste » par lequel Courbet conteste les conventions représentatives de la peinture académique. Par réalisme, il faut entendre ici des « effets de réels », qui s'appuient sur une scène de la vie quotidienne vécue, avec un aspect documentaire affirmé. 
« C’était au mois de novembre, nous étions chez notre ami Cuenot, Marlet revenait de la chasse et nous avions engagé Promayet à jouer du violon devant mon père » écrit Courbet décrivant la scène dans la notice explicative du Salon de juin 1849 durant lequel elle est présentée.
Elle retient l'attention mais suscite de nombreuses critiques, notamment d'Ingres, d'Eugène Delacroix et de Théophile Gautier. Par sa dimension et sa facture (les personnages sont presque grandeur nature), elle reprend en effet les conventions de la peinture d'histoire, mais la scène représentée frappe par son insignifiance, sa banalité quotidienne. Il essuie alors ses premières critiques de peintre du « grossier », du « trivial », de « l'immonde ». Le tableau ouvre toutefois à une forme de notoriété et de reconnaissance qui lui vaut une médaille de seconde classe. 
Acheté 1 500 francs par l'État, il est déposé au musée des beaux-arts de Lille l'année suivante. C'est la première œuvre de Courbet admise dans un musée.

## Iconographie
Le tableau représente le violoniste Alphonse Promayet jouant pour Régis Courbet, le père du peintre, et deux amis de Courbet, Auguste Marlet (de dos, qui allume sa pipe) et Urbain Cuenot. Sous la chaise du convive nous tournant le dos, est endormi un gros bouledogue.

## Contexte
Courbet peint une de ses journées à Ornans, sa commune de naissance. Sans complaisance et avec réalisme, il représente sa famille et ses amis. 
La « dînée » est à l'époque le repas de midi et non celui du soir.

## Analyse

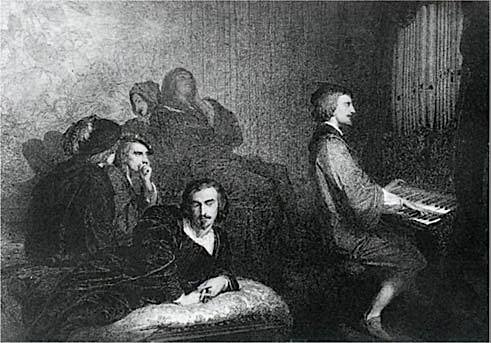
Aimé de Lemud, Maître Wolfrain (1838), lithographie.

En représentant une scène de la vie courante dans un tableau aux dimensions habituellement réservées à la peinture d'histoire, on suppose que Courbet, ardent républicain, veut montrer que tout le monde a sa place dans ce type d'œuvre. 
Le peintre avait précédemment composé un seul portrait de groupe, intitulé Les Trois Sœurs de Courbet (Les Récits de la grand-mère Salvan) datant de 1846-1847 (Minneapolis, Curtis Galleries).
Le peintre s'est peut-être inspiré de La Vocation de saint Matthieu du Caravage dont il aurait vu une gravure. Il en reprend la composition et les contrastes. Courbet a par ailleurs souvent copié au musée du Louvre des œuvres de Francisco de Zurbarán ou Velasquez, dont il reprend le traitement de la lumière entre ombre et clarté.
Une autre source serait la lithographie d'Aimé de Lemud publiée en 1838 et qui connaissait un fort succès, Maître Wolfrain, scène tirée d'un conte de E.T.A. Hoffmann, Der Kampf der Sänger, populaire dans le milieu de la Bohème parisienne que fréquentait Courbet.